# Горица и Градишка
Графството Горица и Градишка или Графство Горица (на немски: Grafschaft Görz; на италиански: Contea di Gorizia e Gradisca; на словенски: Goriška in Gradiščanska grofija) (1754 – 1919) е територия, която от 1365 г. е Княжеско графство Горица, 1747 г. Княжеско графство Горица и Градишка. Графството е създадено през Средновековието в Югоизточната Алпийска територия. През 1500 г. територията попада на Хабсбургите, до 1918 г. е земя на корона на Хабсбургската монархия и е принадлежала към Австрийската брегова земя (Litorale) на Австрийската империя. Името идва от градовете Гориция (Gorizia, Görz) и Градиска (Gradisca d'Isonzo), които от 1918 г. са били към Италия.

## История
Графството Горица се създава през началото на 12 век от владенията на род Майнхардини, които владеят територията от 1107 или от 1130 до 1500 г. Образувано е от владенията в Горен Пустертал от Иннихен до под Лиенц в Тирол, собственост на граф Мегинхард. Пфалцграф Енгелберт I († 1122), син на граф Мегинхард, наследява земите и е граф на Горица и пфалцграф на Бавария (1099 – 1122). Неговият брат Майнхард I († 1142) го наследява като граф на Горица и e пфалцграф в Херцогство Каринтия. Най-големият син на Майнхард I, Хайнрих II († 1150), през 1142 г. поема графството Горица, наследен е от брат му Енгелберт II († 1191). Неговите синове Енгелберт III († 1220) Майнхард II Стари † 1231) го наследяват. Майнхард III († 1258), син на Енгелберт III, наследява чичо си и е граф на Горица и Истрия (1220 – 1258).
През 1271 г. синовете на Майнхард I, братята Майнхард IV († 1295) и Алберт I († 1304), си поделят владенията на фамилията Горица. Графството Горица е собственост на младата линия и обхваша територията от Иннихен и Лиенц на север почти до брега на Адриатическо море на юг.
След измирането по мъжка линия на Тиролската линия на фамилията Маргарета Тиролска († 1369), след смъртта на съпруга ѝ Лудвиг V Бранденбургер от Бавария († 1361) и сина ѝ Майнхард III († 1363), дава през 1363 г. територията на наследника роднината ѝ Рудолф I (IV) от фамилията Хабсбурги.
През 1365 г. Йохан Майнхард VII († 1430), син на Майнхард VI († 1385), е признат за имперски княз от император Карл IV и графството се нарича Покняжено Графство Горица. Неговият брат Хайнрих VI († 1454) наследява цялата собственост през 1430 г.
Последният граф и княз на Горица е Леонхард от Горица († 1500), който сключва наследствен договор с Хабсбургите и умира малко след това. Цялата негова собственост отива на Максимилиан I.
През 1647 г. император Фердинанд III отделя Градиска от вътрешна Горица и го прави княжеско. През 1717 г. Покняженото Графство Градиска попада чрез наследство на Хабсбургите. Двете държави са съединени през 1747 г. в Покняжено Графство Горица и Градиска. През 1867 г. територията Горица и Градиска остават австрийската част, в състава на Кронланда.
Земята на короната Горица и Градиска обхваща през 1900 г. 2918 km² и има ок. 240 000 жители.
След примирието от 3 ноември 1918 г. Земята на короната в Италия е окупирана от италианците и чрез Сен-Жерменския мирен договор 1919 г. попада на Кралство Италия. През 1945 г. град Горица е в Югославия и днес е в Словения.